# Metlojane
Metlojane è un villaggio del Botswana situato nel distretto Meridionale, sottodistretto di Barolong. Il villaggio, secondo il censimento del 2011, conta 726 abitanti.

## Località
Nel territorio del villaggio sono presenti le seguenti 2 località:
- Gamokoto,
- Matasalalo di 50 abitanti